# Часовских, Андрей Юрьевич
Андрей Юрьевич Часовских (род. 31 мая 1991, Тамбов) — российский футболист, нападающий клуба «Спартак» (Тамбов).

## Клубная карьера
Воспитанник тамбовского футбола, первый тренер — Александр Владимирович Торлин. В 2009—2010 годах играл за молодёжный состав «Крыльев Советов» (Самара), провёл 19 матчей и забил 2 гола в молодёжном первенстве. Затем в течение двух с половиной лет выступал в первенстве ЛФЛ за «Академию футбола» (Тамбов).
С лета 2013 года выступал на профессиональном уровне за «Тамбов», дебютировал в матчах чемпионата 16 июля 2013 года в игре первенства ПФЛ против ФК «Орёл». В сезоне 2015/16 со своим клубом стал победителем зоны «Центр» второго дивизиона. После выхода клуба в ФНЛ дважды отдавался в аренду — летом 2016 года провёл два месяца в клубе ПФЛ «Витязь» (Подольск), а большую часть сезона 2018/19 провёл в первенстве ФНЛ в «Луче» (Владивосток). За «Тамбов», одержавший победу в ФНЛ в сезоне 2018/19, провёл только 7 матчей в начале того сезона.
Дебютировал в Российской премьер-лиге 31 августа 2019 года в матче против грозненского «Ахмата» (1:1): вышел на поле на 65-й минуте, заменив Антона Килина. Второй матч в премьер-лиге провёл 15 сентября того же года против московского ЦСКА (0:2): сыграл 3 минуты, заменив Сослана Таказова.
Победитель первенства ПФЛ 2015/16, первенства ФНЛ 2018/19.